# Campeonato Brasilero de clubes de Fútbol Playa 2019
El Campeonato Brasilero de clubes de Fútbol Playa de 2019 fue la tercera edición de este torneo de clubes de fútbol playa de Brasil. La disputa ocurrió en la Praia do Guarajá en Guarujá, São Paulo. La competición contó con ocho equipos de seis estados. El campeón representó al país en la Copa Libertadores de Fútbol Playa 2019.

## Participantes
| Grupo A                              | Grupo B                                   |
| ------------------------------------ | ----------------------------------------- |
| Audax Vasco da Gama Flamengo Náutico | Botafogo Joinville Sampaio Corrêa Vitória |

## Fase de grupos

### Grupo A
| Equipo        | Pts. | PJ | PG | PG+ | PP | GF | GC | Dif. |
| ------------- | ---- | -- | -- | --- | -- | -- | -- | ---- |
| Vasco da Gama | 7    | 3  | 2  | 1   | 0  | 22 | 5  | +17  |
| Flamengo      | 6    | 3  | 2  | 0   | 1  | 21 | 7  | +14  |
| Náutico       | 3    | 3  | 1  | 0   | 2  | 17 | 13 | +4   |
| Audax         | 0    | 3  | 0  | 0   | 3  | 2  | 37 | -35  |

| Fecha                | Lugar   |          |                                      | Resultado      |                                      |               |
| -------------------- | ------- | -------- | ------------------------------------ | -------------- | ------------------------------------ | ------------- |
| 30 de enero de 2019  | Guarujá | Flamengo | Bandera del estado de Río de Janeiro | 6:4            | Bandera del estado de Pernambuco     | Náutico       |
| 30 de enero de 2019  | Guarujá | Vasco    | Bandera del estado de Río de Janeiro | 15:0           | Bandera del estado de São Paulo      | Audax         |
| 31 de enero de 2019  | Guarujá | Audax    | Bandera del estado de São Paulo      | 0:11           | Bandera del estado de Río de Janeiro | Flamengo      |
| 31 de enero de 2019  | Guarujá | Náutico  | Bandera del estado de Pernambuco     | 2:4            | Bandera del estado de Río de Janeiro | Vasco da Gama |
| 1 de febrero de 2019 | Guarujá | Náutico  | Bandera del estado de Pernambuco     | 11:2           | Bandera del estado de São Paulo      | Audax         |
| 1 de febrero de 2019 | Guarujá | Vasco    | Bandera del estado de Río de Janeiro | 3:3 (3-2 pen.) | Bandera del estado de Río de Janeiro | Flamengo      |

### Grupo B
| Equipo         | Pts. | PJ | PG | PG+ | PP | GF | GC | Dif. |
| -------------- | ---- | -- | -- | --- | -- | -- | -- | ---- |
| Sampaio Corrêa | 9    | 3  | 3  | 0   | 0  | 26 | 14 | +12  |
| Botafogo       | 4    | 3  | 1  | 1   | 1  | 14 | 17 | -3   |
| Joinville      | 3    | 3  | 1  | 0   | 2  | 19 | 20 | -1   |
| Vitória        | 0    | 3  | 0  | 0   | 3  | 16 | 24 | -8   |

| Fecha                | Lugar   |                |                                      | Resultado      |                                      |                |
| -------------------- | ------- | -------------- | ------------------------------------ | -------------- | ------------------------------------ | -------------- |
| 30 de enero de 2019  | Guarujá | Sampaio Corrêa | Bandera del estado de Maranhão       | 7:5            | Bandera del estado de Santa Catarina | Joinville      |
| 30 de enero de 2019  | Guarujá | Botafogo       | Bandera del estado de Río de Janeiro | 4:4 (3-2 pen.) | Bandera del estado de Bahía          | Vitória        |
| 31 de enero de 2019  | Guarujá | Joinville      | Bandera del estado de Santa Catarina | 5:7            | Bandera del estado de Río de Janeiro | Botafogo       |
| 31 de enero de 2019  | Guarujá | Vitória        | Bandera del estado de Bahía          | 6:11           | Bandera del estado de Maranhão       | Sampaio Corrêa |
| 1 de febrero de 2019 | Guarujá | Vitória        | Bandera del estado de Bahía          | 6:9            | Bandera del estado de Santa Catarina | Joinville      |
| 1 de febrero de 2019 | Guarujá | Sampaio Corrêa | Bandera del estado de Maranhão       | 8:3            | Bandera del estado de Río de Janeiro | Botafogo       |

## Fase final

### Semifinales
| Fecha                | Lugar   |                |                                      | Resultado |                                      |          |
| -------------------- | ------- | -------------- | ------------------------------------ | --------- | ------------------------------------ | -------- |
| 2 de febrero de 2019 | Guarujá | Vasco          | Bandera del estado de Río de Janeiro | 7:4       | Bandera del estado de Río de Janeiro | Botafogo |
| 2 de febrero de 2019 | Guarujá | Sampaio Corrêa | Bandera del estado de Maranhão       | 4:8       | Bandera del estado de Río de Janeiro | Flamengo |

### Disputa del tercer lugar
| Fecha                | Lugar   |          |                                      | Resultado |                                |                |
| -------------------- | ------- | -------- | ------------------------------------ | --------- | ------------------------------ | -------------- |
| 3 de febrero de 2019 | Guarujá | Botafogo | Bandera del estado de Río de Janeiro | 7:5       | Bandera del estado de Maranhão | Sampaio Corrêa |

### Final
| Fecha                | Lugar   |       |                                      | Resultado      |                                      |          |
| -------------------- | ------- | ----- | ------------------------------------ | -------------- | ------------------------------------ | -------- |
| 3 de febrero de 2019 | Guarujá | Vasco | Bandera del estado de Río de Janeiro | 2:2 (2-0 pen.) | Bandera del estado de Río de Janeiro | Flamengo |

## Campeón
| Campeonato Brasilero de clubes de Fútbol Playa 2019 |
| --------------------------------------------------- |
| Vasco da Gama Campeón (2º título)                   |

## Clasificación final
| Pos. | Equipo         | Resultado           |
| ---- | -------------- | ------------------- |
| 1    | Vasco da Gama  | Campeón (2º título) |
| 2    | Flamengo       | Subcampeón          |
| 3    | Botafogo       | 3º lugar            |
| 4    | Sampaio Corrêa |                     |
| 5    | Náutico        |                     |
| 6    | Joinville      |                     |
| 7    | Vitória        |                     |
| 8    | Audax          |                     |